# Teònim
Un teònim (del grec θεος (theos, déu) i ὄνομα (onòma, nom), és el nom propi d'una deïtat. L'estudi dels teònims és una rama de l'onomàstica.
El nom d'un déu d'una societat pot ser útil per a entendre l'origen del seu llenguatge segons el punt de vista d'una deïtat particular. Els teònims han estat útils per entendre les connexions de les llengües indoeuropees.